# Kasjtak (skigebied)
Kasjtak (Russisch: Каштак) is een wintersportgebied nabij de rivier de Bazaicha in de nabijheid van de Russische stad Krasnojarsk in het zuiden van Midden-Siberië, op een van de uitlopers van de Oostelijke Sajan, op de noordwestelijke hellingen van het Koejsoemgebergte. Het hoogteverschil tussen het boven- en benedeneinde van de skipistes bedraagt 310 meter en de lengte van de langste route is 1350 meter. Er bevinden zich 2 skiliften.